# Actio finium regundorum
Actio finium regundorum – w prawie rzymskim, powództwo o uregulowanie granic między gruntami (o rozgraniczenie).

## Charakterystyka powództwa
Powództwo to należało do skarg działowych i służyło rozstrzyganiu sporów granicznych. Grunty sąsiedzkie, w myśli dawnego prawa rzymskiego, rozdzielała miedza szerokości 5 stóp. Każdy z właścicieli sąsiednich gruntów był jej współwłaścicielem (w połowie). Sędzia mógł jednak, jeżeli przemawiały za tym względy ładu społecznego, przysądzić część spornego gruntu na rzecz jednego sąsiada kosztem drugiego.